# David Guardia i Ramos
David Guardia i Ramos (Llíria, 14 de març de 1990) és un jugador de bàsquet, que ocupa la posició d'ala-pívot. Ha jugat, entre d'altres, al CB Málaga, al Lucentum Alacant, al BC Andorra i al València Basket de la lliga ACB. És germà de Salva Guardia.